# Seznam nizozemskih anatomov
Seznam nizozemskih anatomov.

## B
- Govert Bidloo
- Louis Bolk

## C
- Petrus Camper
- Volcher Coiter

## G
- Regnier de Graaf

## K
- Theodor Kerckring

## R
- Frederik Ruysch

## T
- Nicolaes Tulp

## V
- Willem Vrolik

## W
- Karel Frederik Wenckebach